# Gabinet ogrodowy

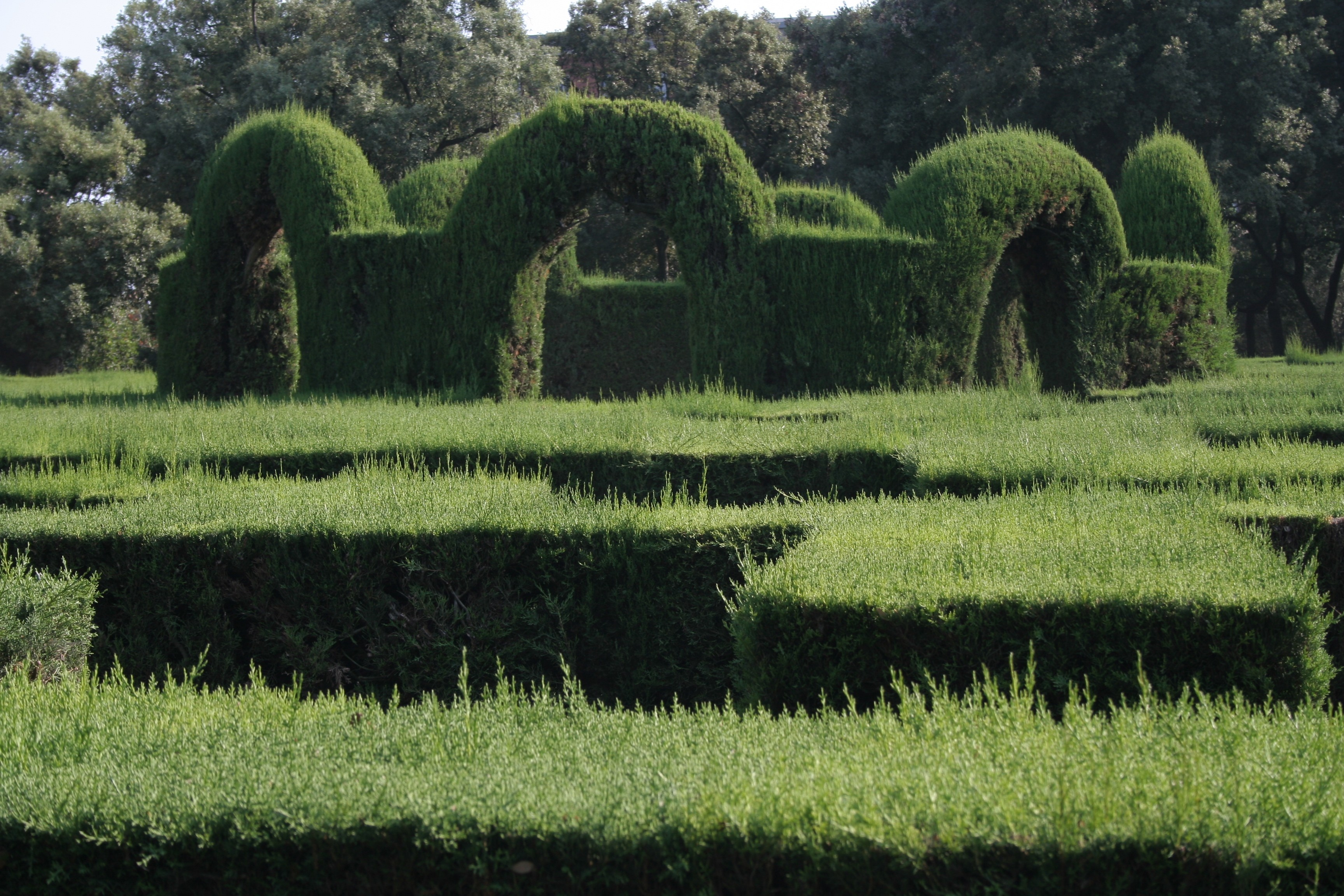
Gabinet z wejściem przez labirynt

Schemat labiryntu - ławki w różnych miejscach zapewniały dyskrecję i odpoczynek

Gabinet ogrodowy, zielony salon (z francuskiego cabinet) charakterystyczna dla francuskich ogrodów XVII i XVIII wieku  kompozycja przestrzenna zapewniająca użytkownikom ogrodu dyskrecję i spokój. Gabinety lokalizowano po bokach parteru ogrodowego lub w sąsiedztwie boskietów, które wówczas rosnąc  swobodnie mogły tworzyć nad nimi zwarte sklepienie ze swych koron. Pełna użyteczność gabinetów pojawiała się dopiero po kilku latach od posadzenia, gdy ich  ściany uzyskiwane przez dwustronne cięcie osiągały wysokość 3/4 przeciętnego wzrostu człowieka.  Przez swe często spotykane ukrycie w boskietach i niewątpliwy z nimi związek gabinety ogrodowe bywają uznawane za rodzaj boskietów, nie zaś za odrębny typ konstrukcji ogrodowej. André Le Nôtre wiele boskietów przerobił na gabinety. Ze względu na konieczność uzyskania ciągłych i szczelnych płaszczyzn zieleni  dla ich uzyskania sadzono rośliny dobrze znoszące cięcie i gęsto się krzewiące, a więc: grab, lipę, bukszpan, a jako uzupełnienie głogi i leszczyny. Do wnętrza gabinetów prowadziły ukryte wejścia, często gdzieś w labiryncie, za drzewem lub rzeźbą. Same wnętrza były niewielkie, w najprostszym przypadku miały postać placyku z ławką, na której można było usiąść i poczytać lub porozmawiać. Można też było uczestniczyć w grach towarzyskich (np. w chowanego) co ułatwiał fakt, że gabinety mogły się ze sobą łączyć. W gabinecie można też było wysłuchać muzyki kameralnej zza zielonej ściany lub pobliskiego, oddzielonego boskietem amfiteatru. Można  było poddawać się nastrojom w samotności, w otoczeniu kwietnika z ulubionymi kwiatami, którymi  często były róże w utworzonym tam rozarium. 
Gabinety obfitowały w różnotematyczne rzeźby, fontanny, itp. elementy małej architektury ogrodowej, zapewniające użytkownikom przeżycia estetyczne, nastrój i wygodę. Już  André Mollet w swej książce z 1651 r. Le jardin de plaisir proponował  utworzone z boskietu gabinety, jako proste, ułożone w szachownicę i połączone ze sobą alejami kwadraty z ustawionymi w centrum rzeźbami. W ogrodzie wersalskim słynny był gabinet zwany Salle des Antiques  zawierający liczne kopie rzymskich rzeźb.
Moda na gabinety była krótkotrwała. Sprawdzały się tam, gdzie właściciel miał liczną rodzinę (dwór). Rewolucja i związana  z tym pewna demokratyzacja doprowadziły do spadku zainteresowania gabinetami. Pojawiły się nowe rozrywki a i styl życia uległ zdecydowanej zmianie (grupowe podróże krajoznawcze, biznes). Dyskretne miejsca stały się niebezpieczne i przyciągały głównie wandali. Gabinety ogrodowe mniej doglądane i pielęgnowane ponownie przekształciły się w boskiety. Ich miejsce zajęły glorietty, belwedery, altany itp. budowle z szerokim widokiem na okolicę.